# 1098-й пушечный артиллерийский полк
1098-й пушечный артиллерийский полк — воинское формирование СССР в период Великой Отечественной войны. Сформирован в апреле- июне в селе Буздяк Буздякского района Башкирской АССР.
С июля 1942 года воевал на Калининском и Западном фронте в составе 30-й, 58-й, 39-й, 41-й, 43-й армий. Участник битвы за Москву, Ржевской битвы (1942—1943), освобождения Смоленской области (1943).

## История
Полк был сформирован в селе Буздяк Буздякского района Башкирской АССР (Южно-Уральский военный округ) в апреле- июне 1942 года одновременно с 1097-м пушечным артиллерийским полком.
В Южно-Уральский военный округ с января 1942 года кроме Башкирской АССР и Чкаловской области входили несколько северных областей Казахской ССР.

### 1942 год
Полк прибыл на Калининский фронт 25 июля 1942 года, поступил в распоряжение 30-й армии Калининского фронта (до 19 сентября 1942 года). 27 июля 1942 года 1098 пап (его иногда обозначают как 2/1098 пап- вероятно, это был 1098 пап второго формирования) вошёл в состав АДД-3 (артиллерия дальнего действия) 30-й армии.
В составе полка было 84 средних командира, 166 младших командиров, 473 красноармейца.
Материальная часть полка:152 мм пушек-гаубиц образца 1937 года- 12 шт., тракторов- 15 (положено по штату 24), автомашин- 18 (вместо 66). Недостаток средств тяги будет создавать большие трудности при выборе новых ОП и во время длительных маршей.

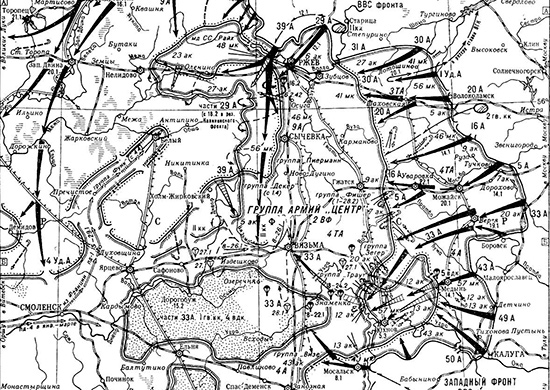
Ржевско-Вяземская наступательная операция 1942 г.

Штаб полка разместился в лесу южнее д. Киево Калининской области.
Поступил приказ: огнём поддержать 2-ю гв.стрелковую дивизию 30-й армии (командующий генерал-лейтенант Д.Д.Лелюшенко), прорывающей линию обороны противника на участке Ново-Семёновской, Свиньино, подавить батареи и штабы противника, подготовить НЗО и СО согласно схеме огня. 30 июля первая потеря- убит красноармеец.
31 июля 1942 года 2 гв.стрелковая дивизия, поддерживаемая артиллерией и танками прорвала переднюю линию обороны противника и выйдя на рубеж Полушкино, Галахово, Тимофеево, была остановлена сильным огнём противника. В последующие дни 1098 пап выполнял задачу по подавлению огневых точек противника.
С 1 августа по 19 сентября 1942 года находился в составе 30-й армии на Калининском, а с 31 августа -на Западном фронте. Участвовал в оборонительных боях под Ржевом.
4 августа подразделения сменили боевые порядки. ОП 1-й и 3-й батареи в районе д. Старшевицы. Огневой пункт (ОП) 6-й батареи- в районе отм.217, 6. Полк вёл методический огонь по Галахово (Ржевский район Тверской области) и Харино.
5 августа ранено 4 красноармейца, убит красноармеец Субинов.
6 августа 2-я гв. стрелковая дивизия ведёт бои в направлении на Полунино, Галахово, Тимофеево.
1098 пап подавил 4 батареи противника, разрушил 1 ДЗОТ.
В течение 7 августа 1942 года полк вёл огонь по сосредоточению пехоты противника в районе д. Полунино и Галахово. Новая попытка наступления 2-й гв.сд при поддержке танков была остановлена сильным миномётным и пулемётным огнём противника.

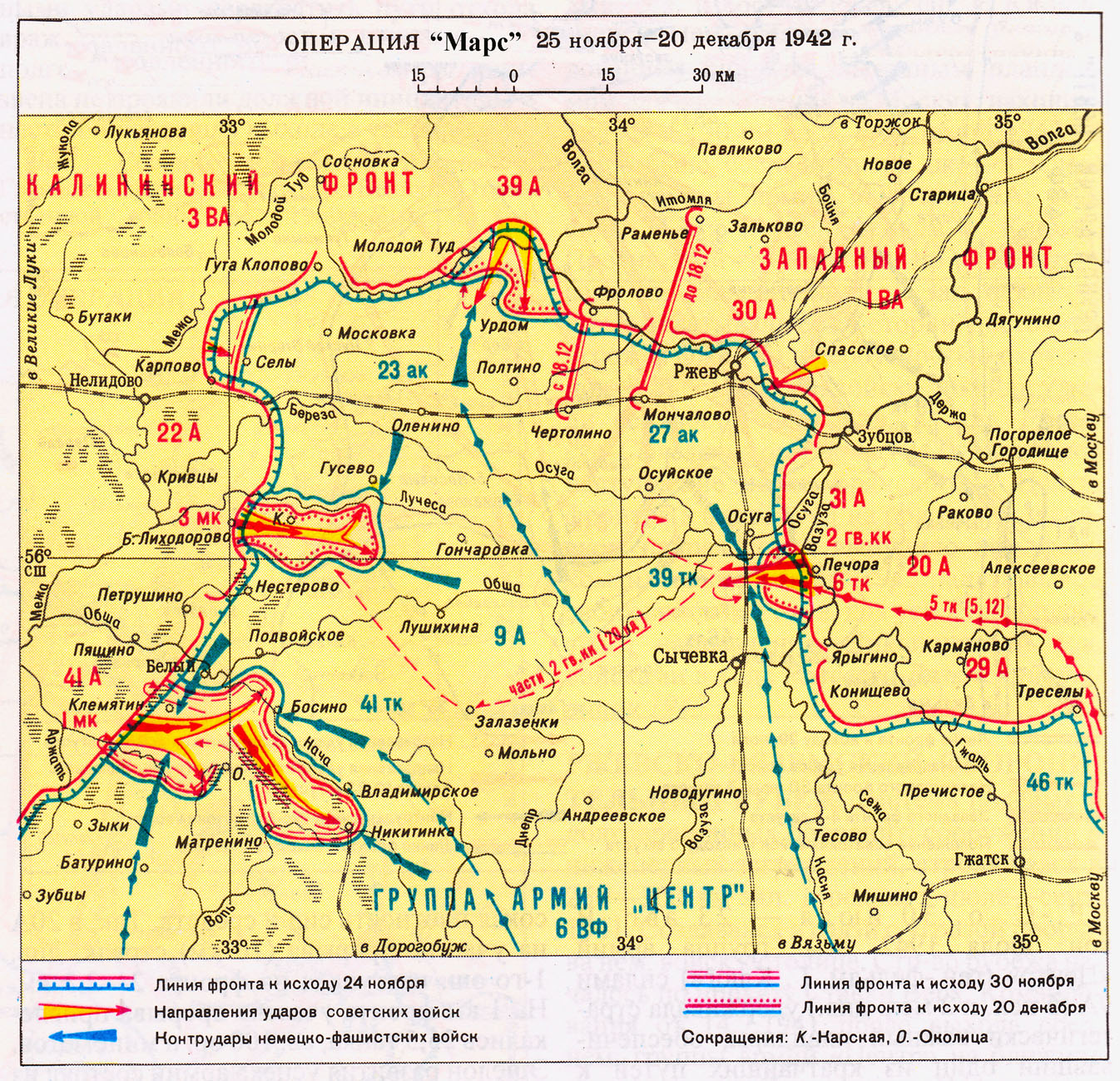
Вторая Ржевско-Сычёвская операция 25.11-20.12.1942 г.

12 августа огнём 1098 пап подавлен огонь бронепоезда.
13 августа 1098 пап огнём поддерживал наступление 375-й стрелковой дивизии на Ржев. Огонь вели по скоплениям войск северо-восточнее Ржева. Убито 6 бойцов полка.
14 августа. Новые боевые порядки: ОП 2-й и 3-й батареи в 1,5 км северо-западнее Денисовки. Полк в течение суток вёл огонь, подавлено 4 батареи (в районе совхоза Зелёнкино, северная окраина Ржева).
15 августа подавлен огонь 4 батарей противника, вели огонь по местам скопления пехоты.
21 августа 375–я стрелковая дивизия вела наступление на Ржев, заняла несколько населённых пунктов. Полк в течение дня вёл огонь по мосту юго-восточнее Ржева.
23 августа в течение суток полк вёл пристрелку реперов. По распоряжению штаба АДД-3 от 22.08.1942 года полк поддерживал наступление 220-й стрелковой дивизии, выполнял приказ не допустить переправу противника на левый берег Волги и подхода резервов противника.
29 августа 1942 года поддерживал огнём наступающую в направлении западнее Ржева 16-ю стрелковую дивизию (высота 201, 4; Дураково, Хамино, Скворцово, Доброе). Подавлен огонь 4 батарей.
С 31 августа 1942 года 30-я армия в составе Западного фронта прочно удерживала занятые позиции под Ржевом.
С 1 октября по 19 октября 1098 пап обеспечивал огнём 39-ю армию (генерал-майор А.И. Зыгин) Калининского фронта, созданную на базе расформированной 58-й армии.
С 20 октября 1942 года по 19 марта 1943 года 1098 пап воевал в составе 41-й армии (май-декабрь 1942г.-генерал-майор Г.Ф.Тарасов).
С мая по ноябрь 1942 года армия занимала линию обороны западнее и юго-западнее города Белый. В ноябре 41-я армия приняла участие во Второй Ржевско-Сычёвской операции (операция «Марс») Калининского (Пуркаев) и Западного (Конев) фронтов. По замыслу командования они должны были срезать северо-западную половину Ржевско-Вяземского выступа. 20-я армия действовала с востока от р. Вазузы, а 41-я армия- от Белого на восток.

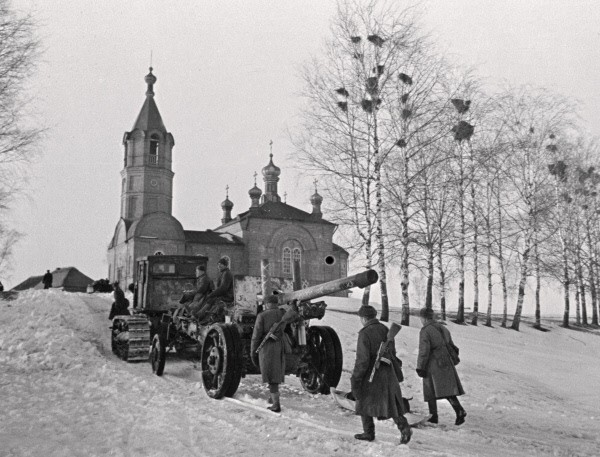
Артиллеристы на марше

В ноябре 1941 года 1098 пушечный артиллерийский полк входил в состав АДД-41. Боевая деятельность полка проходила в районе Бердяево, Гризодубово, Морозово.
С 14 ноября по 22 ноября 1942 года 1098-й пап составлял группу АДД 179-й стрелковой дивизии. С 22 ноября 1942 г. полк занял боевой порядок на подступах к городу Белый в районе д. Выдра, Дмитриевка. Огневая деятельность полка сводилась к обработке переднего края обороны огневыми налётами и методическими огнями в течение ночи. Частям 41-й армии удалось выбить противника из некоторых укреплённых населённых пунктов. Противник подбрасывал резервы по дороге из г. Белый для укрепления линии своей обороны Выползово-Будино- Попова Роща- сельхозшкола и др. С началом операции большую активность проявляли миномёты противника.
С 22 ноября в новом районе вошёл в состав группы АДД-41, где 1098 пап выполнял задачи по разрушению укреплений, подавлению батарей противника и уничтожению скопления его войск. С 11 ноября подавлено 4 артбатареи, 2 миномётных батареи противника.
Потери: 3 красноармейца-телефониста были тяжело ранены, 2 убыли в госпиталь из-за ожога и старых ранений.
В результате тяжёлых боёв некомплект личного состава составлял 25 % (175 чел.). Полк испытывал большие трудности с механической тягой. Все трактора, поступившие в полк, нуждались в капитальном ремонте. Большие проблемы со средствами связи, отсутствие связистов мешали нормальному управлению огнём. Командир полка Олейник в боевом донесении отмечает хорошую подготовку командного состава и бойцов полка, слаженность из работы.

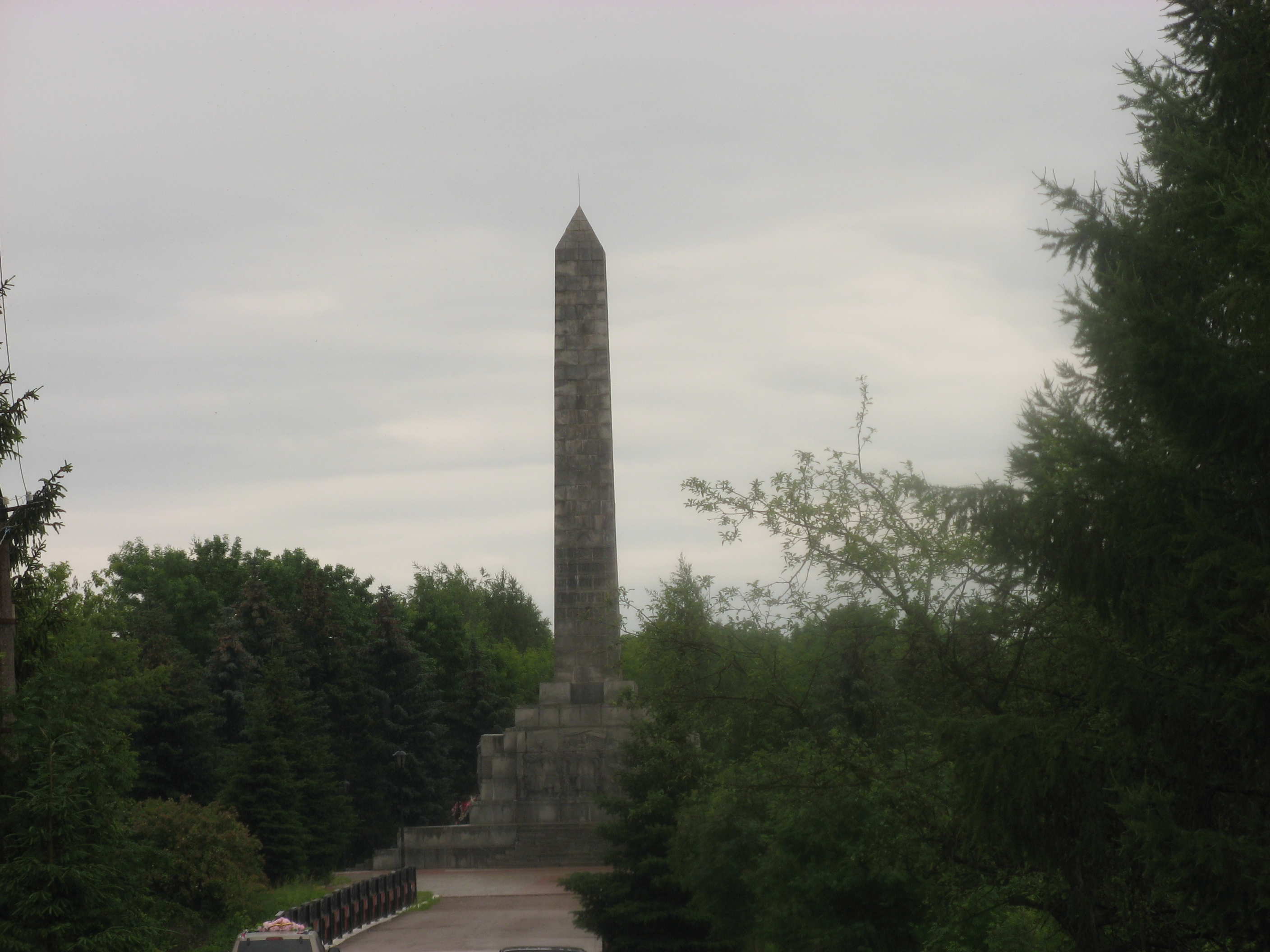
Памятник освободителям Ржева

25 ноября в районе Белый 41-я армия атаковала немецкий 41-й танковый корпус генерала Й.Харпе. 1098-й пушечный артиллерийский полк массированным пушечным огнём сопровождал и поддерживал рывок пехоты и танков 41-й армии в глубину обороны противника.
Части немецкого 30-го корпуса М.Фреттер-Пико, спешно переброшенные из-под Ленинграда в этот район, взяли в кольцо часть войск 41-й армии. Бои в «котле» продолжались до 15 декабря, когда остатки окружённых частей прорвались к основным силам армии, потеряв почти всю технику.
Перед 41-й армией (Калининский фронт) была поставлена задача не допустить наступления противника к северу и северо-востоку от г. Белый и лишить его возможности угрожать тылам 39-й армии. 41-й армии противостояли части 9-й армии группы армий «Центр», имевшие в своём составе танковые корпуса. Основные группировки артиллерии противника находились на южной окраине г. Белый, д. Хирево, Мочальниково. В этот период 1098 пап вёл артиллерийский огонь по знакам наблюдаемых разрывов, а также по ненаблюдаемым целям (по карте).

### 1943 год
В начале 1943 года 1098 пап находился в районе деревни Цицино Бельского района Смоленской области, выполнял задачи по подавлению огневых позиций противника и уничтожению скоплений его пехоты.

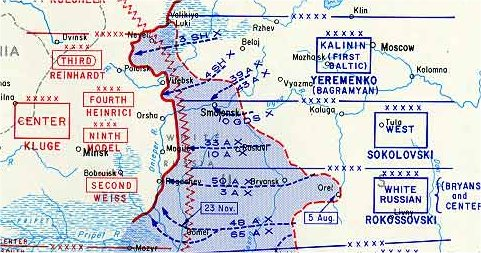
Освобождение Смоленской области

В марте 1943 пополненные войска 41-й армии приняли участие в Ржевско-Вяземской операции 1943 года, в ходе которой был ликвидирован Ржевско-Вяземский плацдарм немецких войск.
3 марта полк занял новое место дислокации западнее села Выдра.
5 марта 1943 г.1098 пап поддерживал огнём наступление стрелковых частей. Несмотря на упорное сопротивление противника, части 41-й армии овладели следующими населёнными пунктами: Лосьмино, Могильцы, Веревкино, Нестерово (Тверская область). 1098-й полк вёл артобстрел противника в направлении Дубровка, Шипарево. Артиллерия своим огнём обеспечивала выполнение армией боевых задач в районе Красногородка, Куркино, Дубровка (Смоленская область).
После окончания операции войска 41-й армии были переданы 39-й и 43-й армиям. 9 апреля 1943 года 41-я армия была расформирована.
С 20 марта 1943 года по 19 октября 1943 года 1098 пап воевал в составе 43-й армии (генерал-лейтенант К.Д.Голубев), участвовал в освобождении Смоленской области (Смоленская операция 7.08.-2.10.43)
В этот период 1098-й ПАП РГК выполнял задачи по разрушению укреплений, подавлению батарей противника и уничтожению скоплений его войск.

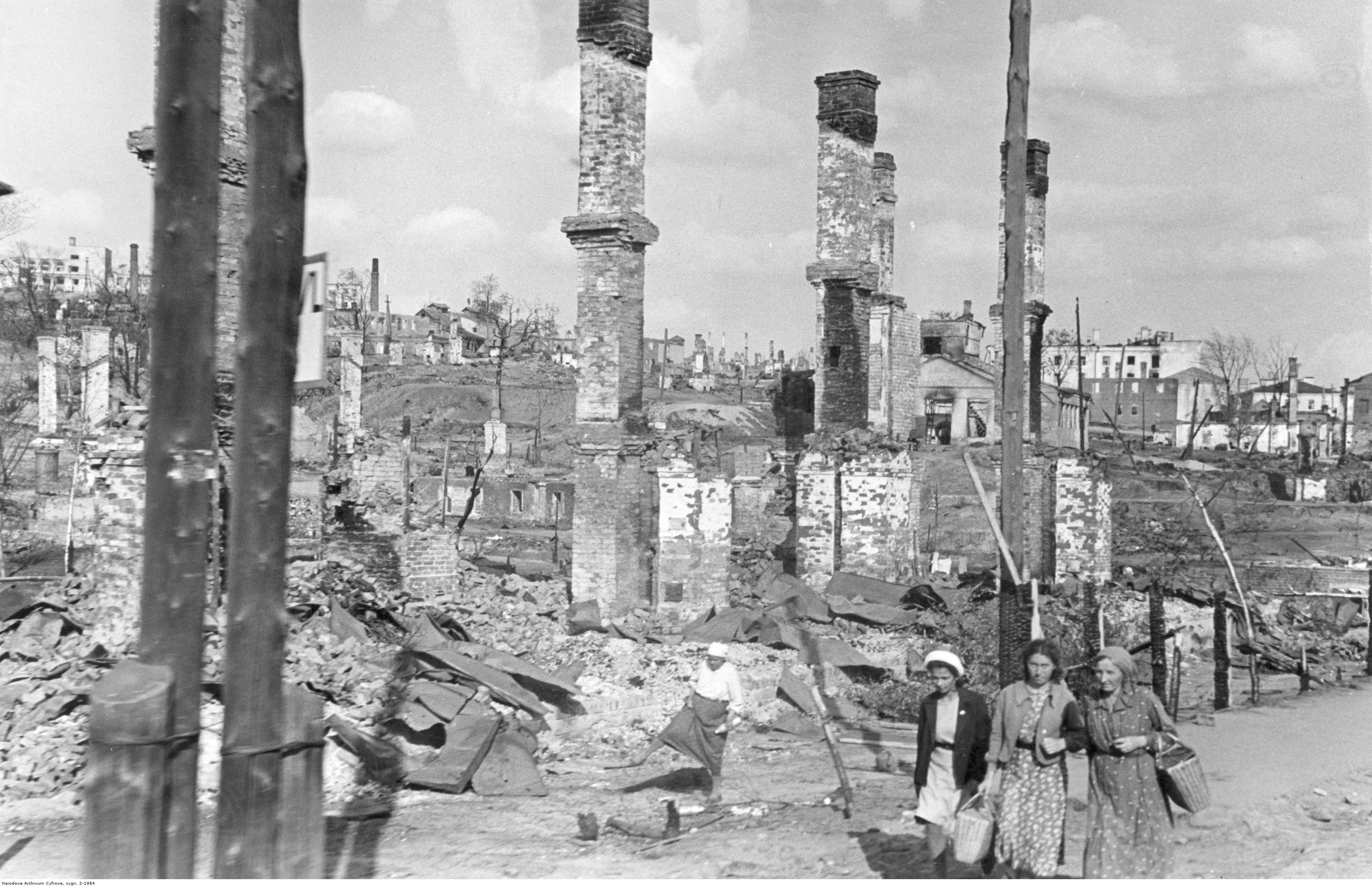
Cмоленск.1941г.

22 сентября 1943 года войсками Калининского Фронта в ходе Духовщинско-Демидовской операции город был освобождён силами 43-й, 3-й воздушной армий и Авиацией дальнего действия. Артиллеристы 1098-й пап внесли большой вклад в успех этих операций. В память о мужестве и самоотверженности артиллеристов, участвовавших в освобождении советской территории от врага, во многих городах и сёлах установлены памятники-артиллерийские орудия времён Великой Отечественной войны.
1 ноября 1943 года 1098-й пушечный артиллерийский полк был обращён на формирование 26-й гвардейской пушечно-артиллерийской бригады.
Прекращение функционирования полка как отдельной боевой единицы было связано с проведением организационно-структурных изменений в артиллерии в целом в условиях планирования и осуществления советским командованием крупных наступательных операций (1943—1945 гг.).

## Командование
Командир
- Майор Олейник (июнь 1942-)

Начальник штаба
- Майор Бахолдин
- и. о.нач.штаба лейтенант Голубев (декабрь 1942 г.)
- майор Тимонин (сентябрь 1943 г.)

Военком полка
- Батальонный комиссар Синицын (июль 1942 г.)